# Военный переворот в Мавритании (2008)

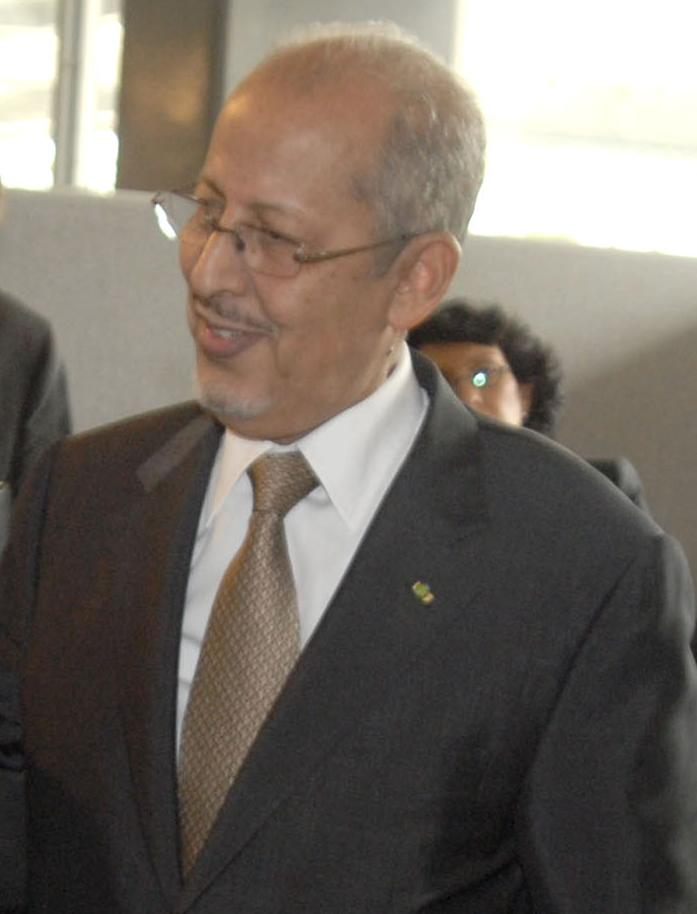
Сиди Мохаммед ульд Шейх Абдуллахи

Военный переворот в Мавритании произошёл 6 августа 2008 года, в результате которого был свергнут законный президент страны.

## Причины
В стране наступил серьёзный политический кризис. Президента Сиди Мохаммеда ульд Шейх Абдуллахи упрекали в неспособности улучшить экономическую ситуацию в стране, справиться с нищетой и безработицей, а также в злоупотреблении полномочиями. 3 августа ряды правящей партии покинули сразу 48 депутатов парламента, ещё больше ослабив позиции руководства страны.

## Путч
Утром 6 августа президент отправил в отставку главу Генштаба, возглавляющего президентскую гвардию Мохаммеда ульд Абдель Азиза и командующего армией Мухаммеда ульд Газвани, обвинив их в том, что они стоят за происходящим в стране политическим кризисом.
После этого мавританские военные захватили ряд государственных учреждений, в том числе президентский дворец и здание национального телевидения, прекратив тем самым теле- и радиовещание. Президент страны, а также премьер-министр Аль-Вакиф и министр внутренних дел страны оказались под арестом. В знак протеста против силового захвата власти и в поддержку свергнутого президента в центре Нуакшота собрались около 50 человек, которых вскоре полиция разогнала слезоточивым газом. Путчисты учредили Государственный совет, во главе которого встал генерал Мохаммед ульд Абдель Азиз. Своим первым декретом Государственный совет отменил последние изменения в командовании мавританской армией.

## Реакция на переворот
- Генеральный секретарь ООН Пан Ги Мун осудил силовой захват власти в стране и призвал к «немедленному восстановлению конституционного порядка» в Мавритании[2].